# Eliezer Penna
Eliezer José Penna, mais conhecido como Eliezer Penna (Taquarituba, SP, 8 de agosto de 1925) foi um político brasileiro.